# Chile en la clasificación de Conmebol para la Copa Mundial de Fútbol de 1974
La Selección de fútbol de Chile fue una de las ocho selecciones de fútbol que participaron en la clasificación de Conmebol para la Copa Mundial de Fútbol de 1974, en la que se definieron los representantes de Conmebol para la Copa Mundial de Fútbol de 1974, que se desarrolló en Alemania Federal.

## Sistema de juego
Para la Copa Mundial de Fútbol de 1974 de Alemania Federal, la Conmebol disponía de 3,5 plazas de las 16 totales del mundial. Una plaza estaba asignada directamente para Brasil, por ser el actual campeón de la competición, Venezuela no participó del proceso por estar inhabilitada por la FIFA, por lo que un total de 8 selecciones se disputaron 2,5 plazas.
Los 9 equipos se repartieron en tres grupos formados con tres equipos cada uno. El primer clasificado de cada grupo se clasificaba automáticamente para el mundial, a excepción del ganador del grupo 3, que debía jugar antes un play-off con un representante de la zona UEFA. Si dos equipos empataban a puntos se desempataba teniendo en cuenta la diferencia de goles acumulada, y en caso de persistir el empate, ambos equipos deberían jugar un partido en campo neutral, para decidir el que se obtenía la clasificación finalmente.
Chile formó parte del Grupo 3 junto a Perú.

## Historia
Habiéndose transformado la clasificatoria en una llave de ida y vuelta tras el castigo de la FIFA a Venezuela, en el papel Perú era el favorito de la llave. Viniendo de hacer cuartos de final en el Mundial anterior, los del Rímac contaban con una generación de jugadores de talla continental y hasta Mundial, con Teófilo Cubillas y Hugo Sotil a la cabeza, con el uruguayo Roberto Scarone al mando técnico. Por su lado, Chile venía de no clasificar al Mundial de 1970, y de haber despedido al entrenador germano Rudi Gutendorf a un mes del comienzo de las eliminatorias, tomando su lugar Luis Álamos, quien combinaba su labor de seleccionador como entrenador de Colo-Colo, quien tenía una destacada participación en la Copa Libertadores de ese año.
Chile comenzó la clasificatoria al Mundial de visitante ante Perú en Lima el 29 de abril de 1973. En un partido donde Chile llevó una estrategia ultradefensiva, Perú, a través de Hugo Sotil, logró vulnerar dos veces la valla defendida por Adolfo Nef. Además, sufrió la expulsión por doble amarilla de Sergio Messen.
Para el partido de vuelta, el conjunto peruano venía -según se indica- con una excesiva confianza en su juego. El 13 de mayo en el Estadio Nacional con un ambiente enrarecido por el ambiente nocivo generado en los días del Gobierno de Salvador Allende, Chile recibía a Perú con la obligación de ganar. Perú soportó la ofensiva chilena hasta que el minuto 68 Julio Crisosto aprovecha una gran jugada de Sergio Ahumada y la complicidad del arquero peruano Manuel Uribe para abrir la cuenta. Tres minutos más tarde, Ahumada marcó el segundo gol, forzando un partido de desempate en terreno neutral.
Ese mismo mes, se confirmó que quien  ganara el grupo se enfrentaría en partidos de ida y vuelta ante Unión Soviética.
El 5 de agosto, ante casi 60 mil personas en el Estadio Centenario de Montevideo, se jugó el desempate entre Chile y Perú. Perú venía de un mar de dudas, lo que llevó a Scarone a realizar 5 cambios respecto del último partido, inclusive dejando fuera de la convocatoria a Teófilo Cubillas. Perú obtiene la ventaja parcial con gol de Héctor Bailetti, equilibrando luego el marcador Francisco Valdés. A los 59 minutos un centro de Carlos Reinoso desde la izquierda pareció perderse entre la intrascendencia y las dudas del arquero peruano Uribe. Hasta el día de hoy se duda si Rogelio Farías rozó el balón, pero tras un movimiento que terminó por descolocar a Uribe, que nada pudo hacer, dando el resultado final de 2-1 a favor de Chile, dándole cupo a La Roja para la repesca Intercontinental.

## Tabla de posiciones
| Equipo    | Pts | PJ | PG | PE | PP | GF | GC | Dif | Rend.  |
| --------- | --- | -- | -- | -- | -- | -- | -- | --- | ------ |
| Argentina | 7   | 4  | 3  | 1  | 0  | 9  | 2  | +7  | 87,50% |
| Chile     | 4   | 3  | 2  | 0  | 1  | 4  | 3  | 0   | 66,66% |
| Uruguay   | 5   | 4  | 2  | 1  | 1  | 6  | 2  | +4  | 62,50% |
| Paraguay  | 5   | 4  | 2  | 1  | 1  | 8  | 5  | +3  | 62,50% |
| Colombia  | 5   | 4  | 1  | 3  | 0  | 3  | 2  | +1  | 62,50% |
| Perú      | 2   | 3  | 1  | 0  | 2  | 3  | 4  | –1  | 33,33% |
| Ecuador   | 2   | 4  | 0  | 2  | 2  | 3  | 8  | –5  | 25,00% |
| Bolivia   | 0   | 4  | 0  | 0  | 4  | 1  | 11 | –10 | 00,00% |

## Partidos
Grupo 3
| Equipo | Pts | PJ | PG | PE | PP | GF | GC | Dif |
| ------ | --- | -- | -- | -- | -- | -- | -- | --- |
| Chile  | 2   | 2  | 1  | 0  | 1  | 2  | 2  | 0   |
| Perú   | 2   | 2  | 1  | 0  | 1  | 2  | 2  | 0   |

| 29 de abril de 1973 | Perú           | 2:0 (1:0) | Chile | Estadio Nacional, Lima                                              |                                                                     |
|                     | Sotil 43', 62' |           |       | Asistencia: 44438 espectadores Árbitro(s): Armando Marques (Brasil) | Asistencia: 44438 espectadores Árbitro(s): Armando Marques (Brasil) |

| 13 de mayo de 1973 | Chile                      | 2:0 (0:0) | Perú | Estadio Nacional, Santiago                                                      |                                                                                 |
|                    | Crisosto 68' · Ahumada 71' |           |      | Asistencia: 57 993 espectadores Árbitro(s): Ramón Ivanoe Barreto Ruiz (Uruguay) | Asistencia: 57 993 espectadores Árbitro(s): Ramón Ivanoe Barreto Ruiz (Uruguay) |

### Partido de Desempate
| 5 de agosto de 1973 | Chile                   | 2:1 (1:1) | Perú         | Estadio Centenario, Montevideo                                              |                                                                             |
|                     | Valdés 45' · Farías 57' |           | 39' Bailetti | Asistencia: 69 881 espectadores Árbitro(s): Luis Gregorio da Rosa (Uruguay) | Asistencia: 69 881 espectadores Árbitro(s): Luis Gregorio da Rosa (Uruguay) |

## Goleadores
Hubo 4 jugadores chilenos goleadores de la selección chilena durante las clasificatorias, todos con 1 anotación.
| Jugador          | Club                 | Goles |
| ---------------- | -------------------- | ----- |
| Julio Crisosto   | Universidad Católica | 1     |
| Sergio Ahumada   | Colo Colo            | 1     |
| Francisco Valdés | Colo Colo            | 1     |
| Rogelio Farías   | Unión Española       | 1     |

## Resultado final
| Chile             |
| Clasificado       |
|                   |
| 5.° participación |